# Reveal (песня Roxette)
«Reveal» ― песня шведского дуэта Roxette, выпущенная 10 января 2007 года в качестве заключительного сингла с четвёртого сборника величайших хитов дуэта, A Collection of Roxette Hits: Their 20 Greatest Songs! (2006). Сообщается, что Гессл был недоволен оригинальной версией трека для альбома, поэтому была создана слегка ремикшированная версия сингла.
Песня стала 35-й по состоянию на 2021 год последней песней дуэта, вошедшей в шведский хит-парад синглов, где она достигла 59-го места. Несмотря на то, что песня вышла за пределы первой сотни российского чарта эфиров, только на российском радио её прослушали более 22 000 раз.

## Трек-лист
All lyrics and music by Per Gessle.
- Digital download (Europe 384416-2)

1. «Reveal» (Single Version) — 3:43

- CD single (Europe 388416-0)

1. «Reveal» (The Attic Remix) — 3:29
2. «Reveal» (Kleerup Remix) — 3:34
3. «Reveal» (Single Version) — 3:44
4. «One Wish» (Enhanced Music Video) — 3:10

## Чарты
| Чарт(2007)                 | Высшая позиция |
| -------------------------- | -------------- |
| Швеция (Sverigetopplistan) | 59             |
| Russian Airplay (Tophit)   | 106            |